# Josiah Slavin
Josiah Slavin, född 31 december 1998, är en amerikansk professionell ishockeyforward som är kontrakterad till Anaheim Ducks i National Hockey League (NHL) och spelar för San Diego Gulls i American Hockey League (AHL).
Han har tidigare spelat för Chicago Blackhawks i NHL; Rockford Icehogs i AHL; Colorado College Tigers i National Collegiate Athletic Association (NCAA) samt Tri-City Storm, Lincoln Stars och Chicago Steel i United States Hockey League (USHL).
Slavin draftades av Chicago Blackhawks i sjunde rundan i 2018 års draft som 193:e spelare totalt.
Han är yngre bror till Jaccob Slavin.

## Statistik
| 2013–2014   | Colorado Thunderbirds U14 |             | 15  | 4  | 7  | 11  | 2  | —  | — | — | —  | —  |
| 2014–2015   | Colorado Thunderbirds U16 | T1EHL       | 24  | 12 | 6  | 18  | 6  | 4  | 0 | 1 | 1  | 0  |
| 2015–2016   | Colorado Thunderbirds U18 | T1EHL       | 32  | 13 | 10 | 23  | 24 | 4  | 0 | 1 | 1  | 10 |
| 2016–2017   | Tri-City Storm            | USHL        | 49  | 6  | 8  | 14  | 24 | —  | — | — | —  | —  |
| 2017–2018   | Lincoln Stars             | USHL        | 60  | 23 | 19 | 42  | 30 | 7  | 2 | 1 | 3  | 0  |
| 2018–2019   | Lincoln Stars             | USHL        | 32  | 10 | 17 | 27  | 34 | —  | — | — | —  | —  |
|             | Chicago Steel             | USHL        | 27  | 14 | 6  | 20  | 10 | 11 | 4 | 4 | 8  | 6  |
| 2019–2020   | Colorado College Tigers   | NCAA        | 34  | 5  | 8  | 13  | 43 | —  | — | — | —  | —  |
| 2020–2021   | Colorado College Tigers   | NCAA        | 22  | 5  | 8  | 13  | 4  | —  | — | — | —  | —  |
|             | Rockford Icehogs          | AHL         | 15  | 3  | 4  | 7   | 8  | —  | — | — | —  | —  |
| 2021–2022   | Chicago Blackhawks        | NHL         | 15  | 0  | 1  | 1   | 4  | —  | — | — | —  | —  |
|             | Rockford Icehogs          | AHL         | 49  | 18 | 14 | 32  | 17 | 5  | 0 | 1 | 1  | 4  |
| 2022–2023   | Rockford Icehogs          | AHL         | 51  | 3  | 8  | 11  | 16 | —  | — | — | —  | —  |
| NHL totalt  | NHL totalt                | NHL totalt  | 15  | 0  | 1  | 1   | 4  | —  | — | — | —  | —  |
| AHL totalt  | AHL totalt                | AHL totalt  | 115 | 24 | 26 | 50  | 41 | 5  | 0 | 1 | 1  | 4  |
| NCAA totalt | NCAA totalt               | NCAA totalt | 56  | 10 | 16 | 26  | 47 | —  | — | — | —  | —  |
| USHL totalt | USHL totalt               | USHL totalt | 168 | 53 | 50 | 103 | 98 | 18 | 6 | 5 | 11 | 6  |